# Ma Xiang (sockenhuvudort i Kina, Tibet Autonomous Region, lat 28,99, long 89,11)
Ma Xiang (kinesiska: 玛乡) är en sockenhuvudort i Kina. Den ligger i den autonoma regionen Tibet, i den sydvästra delen av landet, omkring 210 kilometer väster om regionhuvudstaden Lhasa. Antalet invånare är 4 632. Befolkningen består av 2 202 kvinnor och 2 430 män. Barn under 15 år utgör 25,0 %, vuxna 15-64 år 68 %, och äldre över 65 år 6,0 %.
Runt Ma Xiang är det glesbefolkat, med 16 invånare per kvadratkilometer. Ma Xiang är det största samhället i trakten. Trakten runt Ma Xiang består i huvudsak av gräsmarker.
Genomsnittlig årsnederbörd är 632 millimeter. Den regnigaste månaden är juli, med i genomsnitt 160 mm nederbörd, och den torraste är december, med 9 mm nederbörd.